# 五十幡裕介
五十幡 裕介（いそはた ゆうすけ、1991年6月12日 - ）は、北海道テレビ放送のアナウンサー。

## 来歴・人物
東京都国分寺市出身。慶應義塾大学商学部卒業後、2014年入社。アナウンサーの同期入社は福田太郎。テレビ朝日アスク出身。2022年、第104回全国高校野球選手権大会の実況が評価され、第21回ANNアナウンサー賞のスポーツ実況部門の優秀賞を受賞した。2023年、第一子誕生に伴い北海道テレビ放送初の男性アナウンサーの育休を取得したと発表した。
趣味はスポーツ観戦で、3種類の口笛を吹くことを特技とする。また、大の読売ジャイアンツファンで外野の応援席でユニホームを着用し、全力で応援している姿を札幌ドーム(対日本ハムファイターズ戦)を始め、各地の球場でよく見られる。(過去には日本シリーズで福岡ドームにてテレビ中継映像に見切れていた)。

## 現在の担当番組
- イチモニ!スポーツコーナー（2023年10月 - 、月曜・火曜担当）
- HTBニュース（不定期）
- ハナタレナックス - 進行役（不定期）
- スポーツ中継
  - イチオシ!!ファイターズ（北海道ローカルの日本ハムファイターズ中継）
  - 全国高校野球選手権大会中継 - アルプススタンドリポート（2015年）/実況・インタビュアー（2018年 - 2019年、2021年 - ）（朝日放送テレビ制作、テレビ担当）
- HTBノンフィクション - ナレーション（不定期）
- イチ盛り!（2023年4月 - ）[4]

## 過去の担当番組
- イチオシ!! スポーツコーナー、金曜MC
- イチオシ!モーニング ニュースコーナー
- イチオシ!モーニング スポーツコーナー（土曜日）
- Hit.com Night